# Bas-Uele
Pour les articles homonymes, voir Uélé.
Le Bas-Uele (ou Bas-Uélé) est une province de la république démocratique du Congo. Jusqu’en 2015, il était un district de la province Orientale, à la suite de la Constitution de 2005.
La province se situe dans le Nord du pays sur la rivière Uélé.
Formant la partie ouest de l'Uélé, ou l'Uélé occidental, le Bas-Uele est un espace faiblement peuplé et sa population, fortement dispersée, vit au milieu de ressources naturelles convoitées. Au Bas-Uele, le facteur humain (autrement dit, la main-d'œuvre potentielle) est indissociable des ressources naturelles dont il est partie intégrante. À l'époque coloniale, le grand potentiel agricole de la région fut mis en valeur par l'entremise des cultures obligatoires et la mise en place, plus tard, des paysannats, qui réquisitionnèrent la main-d'œuvre locale. Le système économique s'était associé, comme partenaires politico-administratifs, des nombreux chefs indigènes, dont plusieurs n'étaient autres que des conquérants liés aux trafics d'ivoire et d'esclaves. Des chefs conquérants qui s'étaient imposés dans la région quelques années auparavant comme Semio, mais surtout Engwatra, Sasa, Djabir, Mopoy..., furent des despotes créés, ou du moins renforcés par les armes à feu obtenues grâce à leur affiliation à des réseaux commerçants : au nord, les Nubiens du Soudan égyptien, au Sud, les Arabo-Swahili des falls.

## Histoire
La domination coloniale belge dans le Bas-Uele a été lente et pénible; pendant des années, son administration ne contrôla la région que sur le papier. Le pouvoir colonial, confrontés aux sultanats récemment établis, élimina leurs chefs pour les remplacer soit par leurs enfants soit par d'autres personnes enclines à se soumettre à son autorité. Le cas du chef azande Sasa par exemple, qui montra trop peu d'empressement à répondre aux avances du chef belge Van Kerckhoven. Ce dernier confia à Semio la surveillance des territoires au nord de l'Uélé, où Gessi avait chargé Sasa de récolter l'ivoire. Le même Demio, qui avait pourtant apporté un appui substantiel aux troupes de l'EIC depuis le Bas-Uele jusqu'au Nil, fut contraint d'abdiquer et de partager son territoire entre deux de ses fils, au moment du découpage international des frontières entre la RCA et l'EIC décidé en Europe en 1894. Jusqu'en 1930, les destitutions des chefs furent fréquentes dans la province de Stanleyville, à tel point que la hiérarchie coloniale, inquiète, intervint pour atténuer leur cadence.
Djabir livrait régulièrement de l'ivoire à l'État Indépendant du Congo. Son pouvoir s'étendit et son autorité fut reconnue sur toute la région entre l'Uélé et Mbomu. Mais l'extermination massive des éléphants réduisit considérablement son apport en ivoire au colonisateur et l'ivoire fut remplacé par la cueillette et la fourniture de caoutchouc. Comme la population était contre l'imposition de la loi sur la récolte, Djabir refusa d'appliquer le décret et la révolte devint grande : les Abandia, sous la conduite de Djabir attaquèrent le poste de Bondo, qui obligea le grand chef de s'enfuir et se réfugier dans le territoire de Bangoso, où il mourut en 1918, alors que Rafai était déjà mort en 1900, Bangasa en 1907 et Semio en 1912. Le village de Djabir et son territoire fut partagé à ses deux fils qui avaient réfusé de le suivre, ainsi qu'à quelques descendants des petits chefs Abandia de la région.
Les chefs qui avaient consenti à reconnaître le protectorat de l'EIC continuèrent, quant à eux, à gérer leurs chefferies sous la surveillance des chefs européens de district jusqu'en 1906, année d'un nouveau décret. Celui-ci stipulait que les chefs "indigènes" seraient maintenant investis par le gouvernement : "Tout chef qui abuse de ses droits pourra, après enquête, être détenu, suspendu ou privé de ses fonctions par le gouverneur général et remplacé par un tributaire".
En principe, à la mort d'un chef, son successeur était désigné selon la coutume. Mais c'est l'indépendance dont firent preuve Semio et quelques autres chefs qui inquiéta les autorités coloniales et leur fit prendre des mesures "préventives".
L'écrasante majorité des Congolais restaient assujettis à l'État colonial au titre d'indigènes régis par la coutume ou par un statut dérivé (centres extra-coutumiers). À partir de l'indépendance, tous ces chefs seront indistinctement appelés "chefs coutumiers".

## Administration
La situation administrative actuelle du Bas-Uele est caractérisée par l'importance de chefferies. Il y a 44 chefferies pour 6 secteurs dans le Bas-Uele ; 40 chefferies pour cins secteurs dans le Haut-Uélé; 39 chefferies pour six secteurs dans l'Ituri et, différence importante, seulement 18 chefferies pour 40 secteurs dans la Tchopo voisine. Dans aucune autre entité de la RDC, le nombre de chefferies ne dépasse celui des secteurs, sauf dans la province du Katanga (intégrant cinq districts), qui compte un total de 55 chefferies pour 37 secteurs.
Il était entendu que la nouvelle organisation de la société en secteurs effacerait progressivement la chefferie. Avec la création des centres extra-coutumiers, qui intervint à la même période que la création des secteurs, la nouvelle administration de type occidental gagnait du terrain auprès des indigènes qui, dirait-on, s'émancipaient de la coutume, mieux, intégraient la « civilisation ». Et même si les deux tiers des centres urbains actuels de la RDC se sont développés en 1960, le processus d'adaptation de l'administration locale à la modernité ne s'est pas poursuivi avec le même rythme dans l'ensemble de la colonie, en raison des particularités locales propres à chaque région. Il n'a pas été achevé à la suite de l'indépendance du pays.

### Gouverneurs
- Armand Kasumbu[6], de 2016 à 2019
- Valentin Senga depuis 2019

## Subdivisions
La province est divisée en une ville et six territoires constitués de 7 secteurs, 43 chefferies et 11 communes totalisant 341 groupements et 42 quartiers pour 478 132 électeurs enrôlés lors des élections de 2018.
| CD52     | Province du Bas-Uele  | Province du Bas-Uele | Province du Bas-Uele | Province du Bas-Uele |
| Code INS | Subdivision           | Chef-lieu            | Superficie (km2)     | Population           |
| -------- | --------------------- | -------------------- | -------------------- | -------------------- |
|          | Ville de Buta         | Buta                 |                      | 50 130               |
| 5031     | Territoire de Buta    | Buta                 | 8 098                | 125 428              |
| 5032     | Territoire d'Aketi    | Aketi                | 25 417               | 157 860              |
| 5033     | Territoire de Bondo   | Bondo                | 38 075               | 449 131              |
| 5034     | Territoire d'Ango     | Ango                 | 34 304               | 71 892               |
| 5035     | Territoire de Bambesa | Bambesa              | 9 130                | 167 976              |
| 5036     | Territoire de Poko    | Poko                 | 22 909               | 189 630              |

## Localisation, hydrographie et climat

### Localisation
Le Bas-Uele est une région éloignée des grands centres politiques de la RDC. Situé à l'extrême nord du pays, aux frontières du Soudan du Sud et de la république centrafricaine, le district du Bas-Uele, aujourd'hui province couvre une superficie de 148 331 km2. De ce territoire, 87 009 km2 constituent l'étendue effectivement habitée et 61 329 km2 des espaces vides, colonisés par les savanes arbustives et herbeuses aux confins septentrionaux.
Par sa superficie, le Bas-Uele occupe, après la province de la Tshopo (199 567 km2), la deuxième position dans l'ordre des nouvelles provinces prévues dans la constitution du 18 février 2006. Mais par sa démographie, il est le dernier, devant la Tshuapa et le Sankuru, il compte 1 093 845 habitants, soit une densité de 7,37 habitant au km2, total calculé sur base du nombre d'électeurs enrôlés en juin-décembre 2005.
Les limites du Haut-Uélé et du Bas-Uele reflètent à peu près celles des anciennes zones cotonnières créées dans le cadre de l'exploitation coloniale. Les centres importants du Bas-Uele à l'ère de l'indépendance furent Buta et Aketi, auxquels s'en ajoutaient d'autres de moindre importance.
Le Bas-Uele est limité :
- au nord : par la République centrafricaine;
- à l'est : par la province du Haut-Uélé au niveau de PK 10;
- au sud : par la province de la Tshopo au niveau de la rivière Tele située au PK 80 au sud de la cité de Buta sur la route nationale n°4;
- à l'est : par les provinces de la Mongala et du Nord-Ubangi

| Mbomou      | Haut-Mbomou |           |
| Nord-Ubangi | Bas-Uele    | Haut-Uele |
| Mongala     | Tshopo      |           |

La province du Bas-Uele est une région des plateaux dont l'altitude moyenne varie entre 500 et 800 m. Ceux-ci forment la limite nord de la cuvette congolaise et se relèvent progressivement vers l'est, comme en témoignent les collines de Melinda (800 m d'altitude) en chefferie Madi. L’ouest d'Aketi et le sud-ouest de Buta appartiennent à la zone de ramification de la cuvette centrale avec des altitudes inférieures à 450 m et la présence de nombreux marécages.
Situé entièrement dans l'hémisphère boréal, il s'étend globalement de 2° 8′ à 5° 5′ de latitude N et de 22° 30′ à 27° 32′ de longitude E. Il est entièrement situé à l'est du méridien de Greenwich et compris entre les méridiens 15° et 30° E.

### Hydrographie

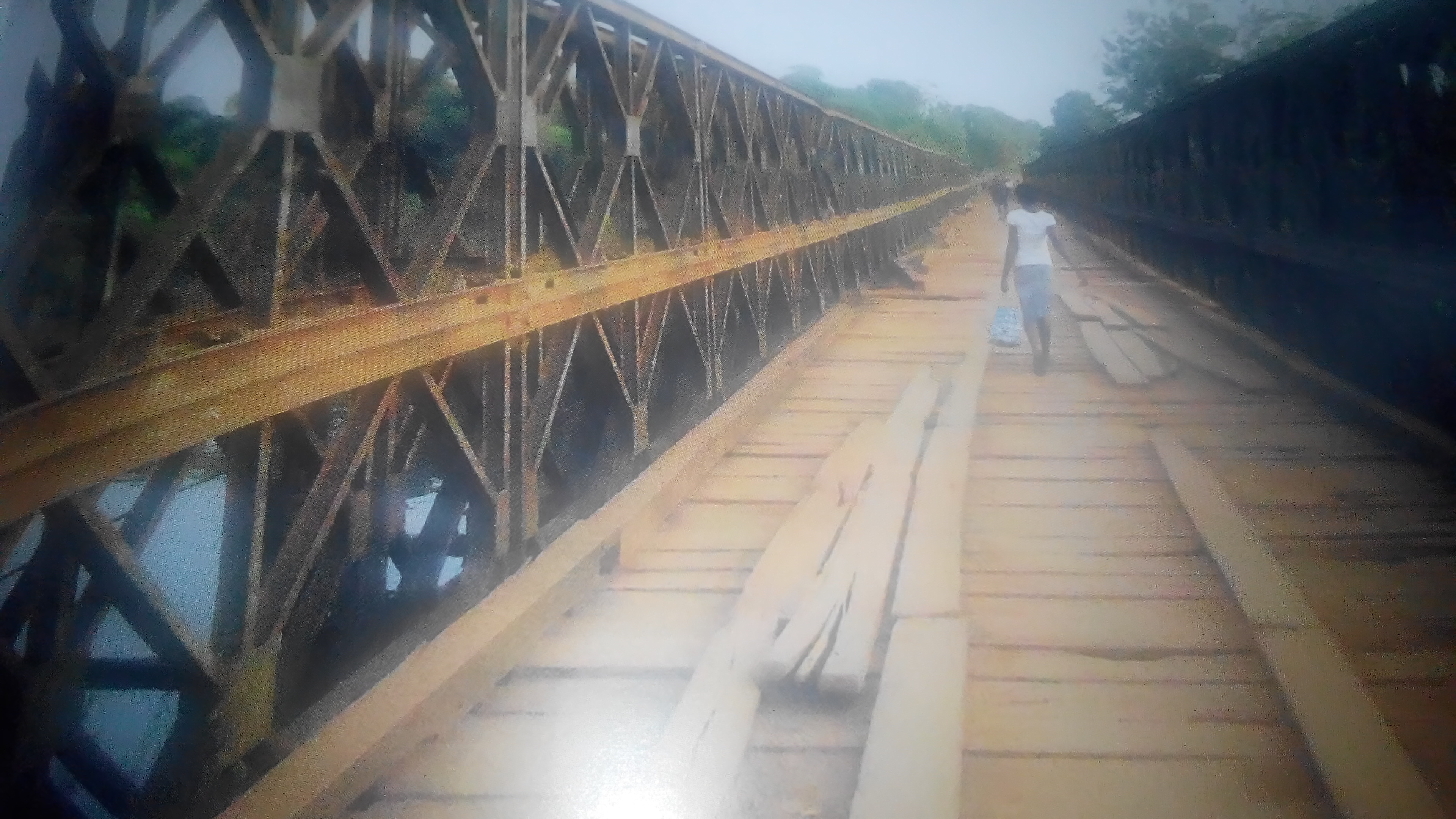
Pont sur la rivière Rubi

La Province du Bas-Uele est drainée par de nombreux cours d'eau. Les grandes rivières sont :
- Mbomu (affluent de l'Ubangi) constitue la limite avec la République centrafricaine. La réalité est que le Bas-Uele va au-delà de la Mbomu sur environ mille cent mètres;
- La rivière Uélé traverse tous les territoires du Bas-Uele dans cet ordre : Poko, Ango, Bambesa, Buta, Aketi et Bondo;
- Uere, appelé aussi "Api" dans le territoire de Bondo après sa sortie du territoire d'Ango, dont elle est l'affluent;
- Bomokandi traverse les territoires de Poko et de Bambesa et se jette dans l'Uélé au niveau de Dingila;
- Bima traverse les territoires de Poko, de Bambesa et de Buta et se jette dans l'Uélé au niveau de Malengweya;
- Rubi traverse les territoires de Buta, de Poko, de Bambesa et d'Aketi où elle constitue avec la Tele et la Likati la rivière Itimbiri qui se jette au fleuve Congo à 15 km de Bumba
- Tele traverse les territoires de Buta et d'Aketi où elle forme avec la Rubi et la Likati le début de la rivière Itimbiri;
- Likati est une rivière du territoire d'Aketi, prenant sa source dans le nord-ouest à la frontière avec le Nord-Ubangi. Le bassin de cette rivière aurait été un véritable vestibule par où s'engouffraient divers peuples migrants ou en conquête, voire en fuite, qui s'arrêtaient en pleine forêt au-delà de quelques grandes rivières ou entre les collines suffisamment protectrices.
- Itimbiri est une rivière dont la partie située dans le Bas-Uele se trouve uniquement dans le territoire d'Aketi. Elle constitue le bief navigable long de 255 km jusqu'au fleuve Congo.
- Bili est une rivière née de la confluence à Likati (dans le territoire de Bondo) de deux rivières nommées Gangu et Bili. La Bili, qui a un cours est-ouest, forme une série des biefs propre à la navigation, mais séparés par de violents rapides et des chutes. Ses rives sont basses, plantées d'un rideau d'arbres aux troncs tourmentés, rideau peu épais qui cache d'immense plaines herbeuses où se déverse, aux hautes eaux, le trop plein de la rivière. On ne peut la considérer comme cours d'eau navigable, elle n'a aucun affluent important, mais elle est elle-même un grand affluent de la Mbomu[12]

D'autres grandes rivières sont Libogo et Yoko dans le territoire d'Aketi, Faka dans le territoire de Bondo, Makongo et Likandi dans le territoire de Bambesa, et la liste n'est pas exhaustive. Cette énumération montre que l'Uélé ne constitue pas l'unique cours d'eau du Bas-Uele. Comme la Mbomu et la Bili, l'Uélé et ses affluents, dont les plus importants sont l'Uere, la Bima et la Bomokandi, se joignent à l'Ubangi. En revanche, l'Itimbiri-Rubi, avec ses rivières tributaires dont les plus grandes sont la Likati, l'Aketi et la Tele, se jette dans le fleuve Congo.
Mais ces nombreux cours d'eau du Bas-Uele ne servent généralement que pour le transport local par pirogue à pagaie. Leur énorme potentiel hydroélectrique marqué par des chutes et rapides reste insuffisamment exploité.

## Environnement
Le conflit qui existe entre la population de bas-Uélé et le mbororo dans la province du bas-Uélé fait un souci majeur pour la population, du fait que la population est en train de planter, mais les vaches de mbororo ne permet pas de planter car elles détruisent leur champs en mangeant tout ce qui est planté.

### Climat
D'après Vladimir Köppen, cité par J. Gillain (1953), la province du Bas-Uele correspond « aux domaines climatiques des types Aw et Am », définissant ainsi deux domaines biogéographiques distincts.
- Le domaine du type Am, ou domaine des forêts : il est situé au sud--ouest et sud-est de la province. Il couvre les territoires de Bambesa, Buta, Aketi et le sud du territoire de Poko, notamment dans la chefferie Malele. Il est caractérisé par l’existence de quatre saisons climatiques : deux saisons pluvieuses séparées par deux saisons sèches, dont l'une, longue, qui s'observe à partir du solstice d'hiver, c'est-à-dire de mi-décembre à fin février, et l'autre, courte, d'un mois, de fin juin à la mi-juillet. Les températures moyennes annuelles se situent autour de 25 °C et les précipitations sont abondantes; la hauteur pluviométrique varie entre 1500 et 1 800 mm par an : deux maxima pluviométriques sont enregistrés lors du passage du soleil au zénith de ce domaine en mars et en octobre. ce domaine est celui de la faune mammalogique variée et des insectes, parmi lesquels figure la mouche tsé-tsé, véritable ennemi du bovin domestique.
- Le domaine du type Aw, ou domaine des savanes : il se localise dans le nord de la province. Il couvre les territoires d'Ango, Bondo et la majeure partie de Poko. Il est caractérisé par l'alternance de deux saisons bien tranchée : une longue saison pluvieuse et une courte saison sèche. Les températures moyennes annuelles se situent également autour de 25 °C. Pendant la saison sèche, ce domaine est sous l'influence de deux masses d'air : l'alizé continental chaud et humide en surface. Il se crée ainsi une stabilité verticale qui entraîne un léger fléchissement des précipitations en décembre et janvier. Selon la durée de la saison sèche et la hauteur des précipitations annuelles, ce domaine se subdivise en deux secteurs climatiques Aw2 et Aw3.
  - Le domaine du type Aw3 est situé à l'extrême Nord de la province. La saison sèche y dure trois mois et les précipitations varient de 1200 à 1 400 mm par an en moyenne.
  - Le domaine de type Aw2, localisé au sud du précédent, ne connaît que deux mois de saison sèche et les précipitations y varient de 1400 à 1 600 mm par an en moyenne.

## Flore et faune

### Flore
La province du Bas-Uele est traversée par la rivière Uélé et se trouve divisé en deux parties : le Nord et le Sud.
Les savanes herbeuses (10,78 %) et arbustives (9,83 %) se trouvent seulement au nord-est de la rivière Uélé. Le nord-ouest présente également des forêts denses humides et des complexes agricoles (15,71 %) étendus autour de Bondo et Monga, ainsi que le long des axes routiers qui relient les villes les plus importantes.
La région au sud de la rivière Uélé présente en grande partie des forêts denses et humides (63,04 %) entrecoupées, le long des axes routiers entre les villes et autour des grandes villes, par des complexes agricoles. Les forêts sur sols hydromorphes se situent principalement le long du réseau hydrographique dans la partie sud de la province.

#### Forêt dense et humide
Dans la province du Bas-Uele, les forêts denses humides forment 63 % de la superficie totale du territoire provincial. Les forêts sempervirentes ombrophiles de terre ferme sont dominées par l'espèce Gilbertiodendron dewevrei à laquelle est associée, en proportion variable, une autre essence sempervirente, notamment Berlinia sereti
À côté des forêts Gilbertiodendron dewevrei, il existe également plusieurs groupements végétaux au sein de cette forêt : Diospyros alboflavescens, Dyospyros crassiflora, Pancovia sp., Oxyanthus unilocularis et Garcinia ovalifolia.
P. Gérard (1960) donne un aperçu général de la végétation de l'Uélé et précise que la limite de la forêt ombrophile équatoriale va d'est en ouest (longeant les cours d'eau de l'Uélé et du Bomokandi).
Au sud de la rivière Uélé, il y a la forêt dense humide de la cuvette centrale et la végétation comprend :
- des forêts denses sempervirentes mêlées de forêts denses semi-décidues ;
- des groupements de forêts semi-décidues constituées du genre Triplochiton à l'ouest du Bas-Uele ;
- des forêts denses semi-décidues, subéquatoriales et périguinéennes qui subsistent à l'état de massifs résiduels ou présents dans le nord et nord-est.

#### Forêt dense sur sols hydromorphes
De manière générale, les forêts sur sols hydromorphes sont situées le lon du réseau hydrographique. Elles résultent de la présence de sols mal drainés et de fréquentes inondations. Plusieurs types de forêts peuvent être distingués en fonction de la richesse ou de la durée des inondations. les forêts denses sur sols hydromorphes peuvent dans les meilleures conditions, atteindre 45 m de hauteur. Dans la province du Bas-Uele, les forêts sur sols hydromorphes forment 0,55 % de l'occupation du sol de la province. Elles sont très étendues au niveau de Zapai, au nord.

#### Savane
Les savanes forment près de 21 % de la superficie totale de la province du Bas-Uele, avec une occupation de sol quasi égale des savanes herbeuses et arbustives. La savane arbustive est composée d'un tapis dense de graminées sur lequel se développent des arbustes dont la hauteur ne dépasse pas 7 m et dont la densité est faible. La savane herbeuse, quant à elle, est composée uniquement d'un tapis dense de grandes herbes graminéennes.
Le Bas-Uele a quelques endroits où les forêts et savanes sont protégées, comme :
- la réserve naturelle de Mbomu, qui se situe au nord de la province le long de la frontière avec la république du Soudan du Sud;
- le domaine de chasse de Bili-Uere, d'une superficie de 6 000 000 ha, aux frontières avec la république du Soudan du Sud et la République centrafricaine. La décision de créer ce domaine était motivée par l'intérêt de préserver les derniers spécimens de l'éland de Derby et de contrôler l'action des braconniers dans cette zone frontalière. L'habitat est constitué de galeries forestières, de savanes boisées et herbeuses et de forêts secondaires.

| Type de végétation         | Bas Uélé                          | Bas-Uele/RDC   | RDC             |
| -------------------------- | --------------------------------- | -------------- | --------------- |
|                            | Superficie (ha) et Superficie (%) | Superficie (%) | Superficie (ha) |
| Forêt dense humide         | 9 330 892 ha/63,04 %              | 9,98           | 93 517 825      |
| Forêt sur sol hydromorphe  | 81 985 ha/0,55 %                  | 0,54           | 15 183 214      |
| Savane arbustive           | 1 455 218 ha/9,83 %               | 9,49           | 15 335 810      |
| Savane herbeuse            | 1 594 947 ha/10,78 %              | 10,72          | 14 881 257      |
| Total végétation naturelle | 12 463 042 ha/84,20 %             | 7,17           | 173 855 257     |
| Agriculture permanente     | 13 906 ha/0,09 %                  | 0,89           | 1 555 849       |
| Complexes agricoles        | 2 325 226 ha/15,71 %              | 4,34           | 53 576 845      |
| Total zones anthropisées   | 2 339 132 ha/15,80 %              | 1,35           | 55 132 694      |

### Faune
La plupart des animaux sont attachés à un habitat ou à un biotope spécifique. Parmi les animaux terrestres, il y a par exemple, des espèces que l'on retrouve uniquement dans les forêts tropicales humides (comme l'Okapi ou le Paon du Congo), tandis que d'autres sont adaptés à la savane ou à la montagne. Le Bas-Uele comporte une grande variété de biotopes : cela va des forêts dans le Sud-Ouest vers la savane faiblement ou plus densément arborée dans le Sud. Nous citons ici quelques types d'animaux vivant dans l'habitat situé dans le Bas-Uele.

#### Chimpanzé
Le chimpanzé, Pan troglodytes est présent dans le parc de la Garamba. Son habitat préféré est constitué des forêts pluvieuses et des forêts-galeries, pénétrant la savane, ainsi que des forêts de plaine et de montagne. Ils forment des communautés de 15 à 20 individus, la taille de la communauté dépend de la présence de la nourriture. Le Bonobo (espèce endémique de la RDC) se trouve seulement au sud (rive gauche) du fleuve, tandis que plusieurs populations de Chimpanzés sont distribuées de l'Afrique de l'Ouest jusqu'en Afrique centrale. En RDC, elles le sont exclusivement dans les forêts au nord (rive droite) du fleuve.

#### Okapi
Espèce de forêt tropicale humide, on le trouve seulement dans la partie Sud de la rivière Uélé, dans le domaine de chasse de Bili-Uere (très abondant dans les forêts de Mbange, Leguga et Zongia). Il est par contre totalement absent dans des forêts à l'Est de la rivière Bima. L'UICN considère l'Okapi comme une espèce presque ménacée d'extnction, néanmoins, la tendance de la population est considérée comme stable.

#### Éléphant
Deux sous-espèces sont reconnues dans l'éléphant d'Afrique : l'éléphant de savane (Loxodonta africana aficana) et l'éléphant de forêt (Loxodonta africana cyclotis). L'éléphant de forêt se distingue de celui de savane entre autres par sa taille moyenne plus petite, ses oreilles plus petites et ses défenses plus petites et très étroites. Le statut UICN de l'éléphant africain est "vulnérable", mais la population totale de l'éléphant africain est croissante. Malheureusement, ceci n'est pas le cas en RDC. En raison des périodes d'instabilité politique et du braconnage, la population de l'éléphant a diminué. Au Sud, la population d'éléphant est plus dispersée. Néanmoins, la population autochtones explique la diminution d'éléphants par le fait qu'ils ont été exterminés depuis vingt cinq ans. la Première guerre du Congo ainsi que la Deuxième guerre du Congo ne sont pas du reste pour témoigner ce pillage massacrant, sans oublier la présence des milices rebelles et de braconnage.

#### Léopard
Il est présent dans le domaine de chasse de Bili-Uere. La présence d'un prédateur comme le léopard est un signe que la réserve est relativement saine sur le plan écologique. Le parc est suffisamment grand et offre suffisamment de nourriture pour la subsistance de populations d'animaux servant de proies qui, à leur tour, sont suffisamment grand pour la subsistance d'un grand prédateur comme le léopard. Le léopard est une espèce très menacée, son statut UICN est "presque menacé d'extinction" avec une tendance décroissante de la population.
Dans certaines tribus bantoues et particulièrement en RDC, le léopard était considéré comme un animal rusé, puissant et résistant. C'est la raison pour laquelle le président Mobutu Sese Seko portait la toque et certains attributs du léopard qui le rendaient puissant aux yeux de la population. Le léopard fait maintenant partie des armoiries de la RDC.

#### Lion
Sa présence a été observée dans le domaine de chasse de Bili-Uere. Les mâles sont facilement reconnaissables par leur épaisse crinière laineuse. Le lion se trouve partout, sauf dans les grandes forêts et les déserts très arides. Ces troupes peuvent compter 2 à 20 femelles adultes et 2 mâles adultes, accompagnés des jeunes et subadultes. Comme pour le léopard, la présence du lion est un indicateur de la santé écologique de la réserve. Le statut UICN du lion est "vulnérable" avec une population décroissante.

#### Buffle d'Afrique
Des grandes différences s'observent entre le buffle de forêt (S. c. nanus), et le buffle de savane (S. c. caffer et autres sous espèces). Le buffle de forêt est plus petit (poids maximal : 320 kg), avec des cornes plus réduites et moins courbées (adaptation qui lui permettent de se déplacer facilement dans la forêt). le buffle de savane est nettement plus grand (poids jusqu'à 850 kg), avec des cornes beaucoup plus fortes, grandes et courbées. En saison des pluies ou sur grandes zones de pâturage, des regroupements de 2000 animaux sont possibles.

#### Cobe à Croissant
Le Cobe à Croissant est distribué dans toutes les savanes encerclant le bassin congolais. Son pelage est brun-roux, et devient plus foncé avec l'âge. Son nom de cobe à croissant fait référence au cercle blanc sur la croupe entourant la queue. Dans le Bas-Uele, il est présent dans le domaine de chasse de Bili-Uere. Tandis que sa population est en baisse, avec sa grande aire de distribution, son statut UICN reste "préoccupation mineur".

#### Hippopotame
Il dépend entièrement de l'eau et sa distribution historique couvrait presque tous les bassins hydrologiques de l'Afrique. Son statut est considéré comme "vulnérable" avec une tendance décroissante des populations.

## Peuples et langues

### Peuples
Deux grands embranchements ethniques constituent l'essentiel de la population de la province du Bas-Uele : il y a , d'une part, la souche soudanaise majoritaire constituée des Azande, Ngbandi, Makere, Madi et Abarambo. D'autre part, la souche bantoue composée des Ababua, Benge, Benza, etc. À la suite de la longue cohabitation dans un même espace, on identifie les groupes dits mixtes comme les Kolongbandi, Nzakara, Kango et Bangbenda. Ce dernier peuple est actuellement presque entièrement azandéisé, parlant uniquement le pazande, oubliant de plus en plus le ngbenda. Il y a aussi les Nande (Yira), venus du Nord-Kivu pour des raisons économiques.
Du point de vue du peuplement, la lecture du Néolithique Uelien a permis de distinguer trois phases :
1. La première couche, celle des premiers occupants, serait constituée des Pygmées, des Akare et des Momvu. Toute la zone à cupules (mont Ngandu) serait le premier foyer d'occupation uelienne par des gens de petite taille, très noirs de peau et vivant en petits groupes épars à proximité des collines qui leur servaient de refuge. Ils étaient frondeurs. Leur outillage très primitif comprenait l'omoplate d'antilope comme grattoir, un pic de bois pour défricher la terre et probablement la hache polie...
2. La seconde phase aurait pris cours dès la fin du XVe siècle, refoulant les premiers occupants. Plusieurs souches ont été identifiées en fonction de leurs principales voies de pénétration :
- Vers la fin du XVe siècle, la première occupation bantoue est composée des Ngombe-Ndoko-Mabinza-Mobango-Bambesa qui ont évolué vers le bas Aruwumi et des Mongo-Mongandu-Bahamba-Bakusu longeant la Lomami. La deuxième, constituée des Mobati-Benge-Ababua-Bayew-Bondongola, succéda aux deux premiers groupes. Tout le Bas et Moyen Uélé aurait été occupé déjà au XVIe siècle.
- Le groupe Logo-Bari-Mombutu-Mundu, originaire du Sueh en suivant l'axe Sueh-lac Albert, se trouverait aussi installé dans cette contrée. Tous les groupes qui se sont succédé au cours de cette phase ont reconnu y avoir rencontré des gens de petite taille, noirs de peau et frondeur, qu'ils ont nommés Apambia ou Abambia, c'est-à-dire Ceux qui lancent la pierre, ceux de la chose de la pierre.

3. La dernière phase a démarré au XIIIe siècle. Ce sont les Azande, venus du nord (région du Shinko), sous la conduite de Gindu, fils ainé de Gura, dont descendent tous les Vungura (Avungura, fils de Gura). À leur arrivée à l'Uélé, ils auraient refoulé des populations bantoues qui y étaient précédemment établies, provoquant ainsi une structuration dans l'organisation et l'occupation de l'espace.
Du XVe au XIIIe siècle, il y aurait donc eu glissement des populations du nord au sud, vers la limite de la forêt-savane. Le Nord de l'Uélé, faiblement occupé (et parfois même inoccupé) de nos jours, serait le premier site d'installation des populations, qui y ont développé la culture néolithique. Elles auraient amené, dans leurs déplacements successifs, la culture néolithique dans les nouvelles régions occupées, situées au sud.

### Langues
Les mouvements migratoires des peuples a rendu complexe la réalité linguistique dans le Bas-Uele. Deux blocs linguistiques, constitués des bantous et des soudanais s'entremêlent sur presque toute l'étendue de la province. Puis s'ajoute une autre langue de très grande diffusion : le Lingala. Mais dans le Bas-Uele, le parler lingala devient très fort influencé par les éléments des langues Swahili, Nemangbetu, Pazande, Logoti, etc. Dans le Bas-Uele, il y a lieu de distinguer la langue officielle, la langue national et les langues locales :
- La langue officielle qui est le français, est utilisée sur toute l'étendue de la nouvelle province, dans l'enseignement, l'administration et notamment aux chefs lieux Buta (chef-lieu de la province), Aketi, Ango, Bambesa, Bondo et Poko.
- Le lingala est la langue nationale qui est présente dans le Bas-Uele. Il s'agit d'une langue bantoue de la zone C, d'après la classification de Guthrie[24]. Si le lingala, dans sa forme pidginisée, est parlé dans toute l'étendue de la province, le lingala classique se limite à l'enseignement et aux églises pour les homélies. Le lingala intervient dans les trois premières années du primaire, tandis que le français couvre les trois dernières années du primaire ainsi que tout le cycle secondaire, supérieur et universitaire.
- Les autres langues locales sont réparties en deux familles génériques d'après la classification de Greenberg[25] : Congo-Kordofan (Niger-Congo) et Nilo-saharienne (Soudan centrale). La première, présente dans le Bas-Uele, renferme les langues bantoues et les langues non bantoues du groupe adamawa-orientale, sous groupe orientale. La deuxième ne renferme que les langues bantoues.

Parmi les langues locales, on y compte entre autres : le lebuale (ababua), le pazande, le sango parlée aussi en République centrafricaine, le kibenza, le makere, le longbandi, le nzakara, le ngbandi, le benge qui est un dialecte de lebuale, le barambo, le kilele, le madi, et la liste n'est pas exhaustive.

## Pratiques culturelles

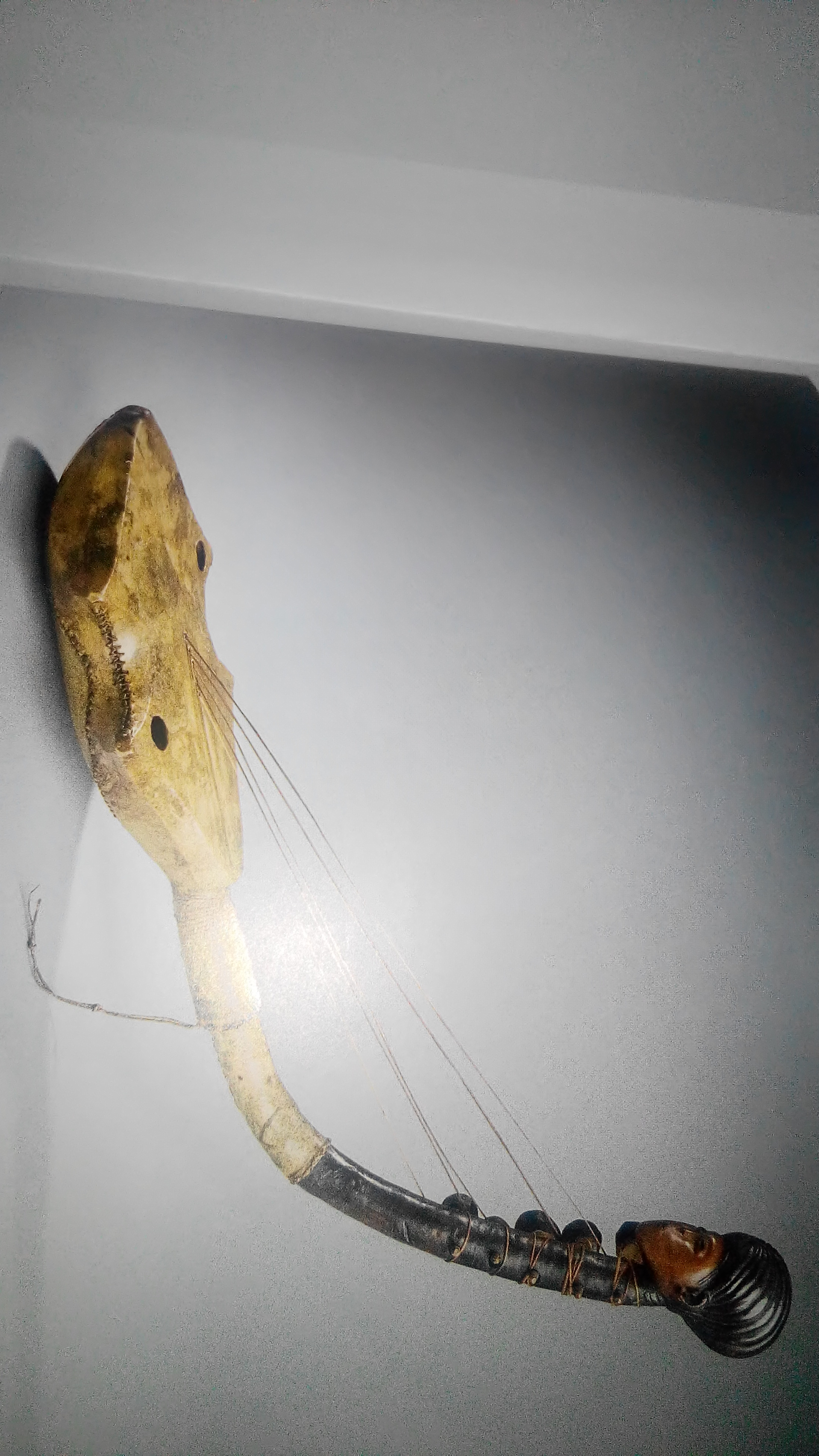
Harpe Zande

Dans le Bas-Uele, parmi les peuples qui l'habitent, c'est l'art des Zande et des Nzakara qui a été largement étudié. L'art des Zande et des Nzakara est premièrement un art de cour, limité aux objets ornés d'une tête-cloches, cuillères, couteaux, conteneurs en écorce et certaines pipes et harpes. Les ancêtres n'étaient pas représentés de manière anthropomorphe. Les Zande ne les personnifiaient pas, mais leur offraient de la nourriture dans un panier placé à l'intérieur d'une branche en forme de fourche ou sous un petit abri perché sur des poteaux, ce dernier dispositif correspondant à l'autel du clan Vungura. Pour leur part, les Nzakara évoquaient les ancêtres à travers des objets en métal. Ces derniers étaient souvent des fers de lances, et Anne Retel-Laurentin, docteur en médecine et anthropologue française, liait leur diversité à la mixité de la composition du peuple Nzakara : "Le plus souvent, les ancêtres Nzakara sont des lances ...; parfois ce sont des houes, à l'imitation des Banda, de grands anneaux de cuivre, à la façon des Ndendi, ou encore des tabourets, des couteaux de jet. Ces différences de figuration sont les seules variantes qui témoignent de la richesse d'un passé hétérogène où coexistent des sociétés guerrières, agricoles et artisanales.

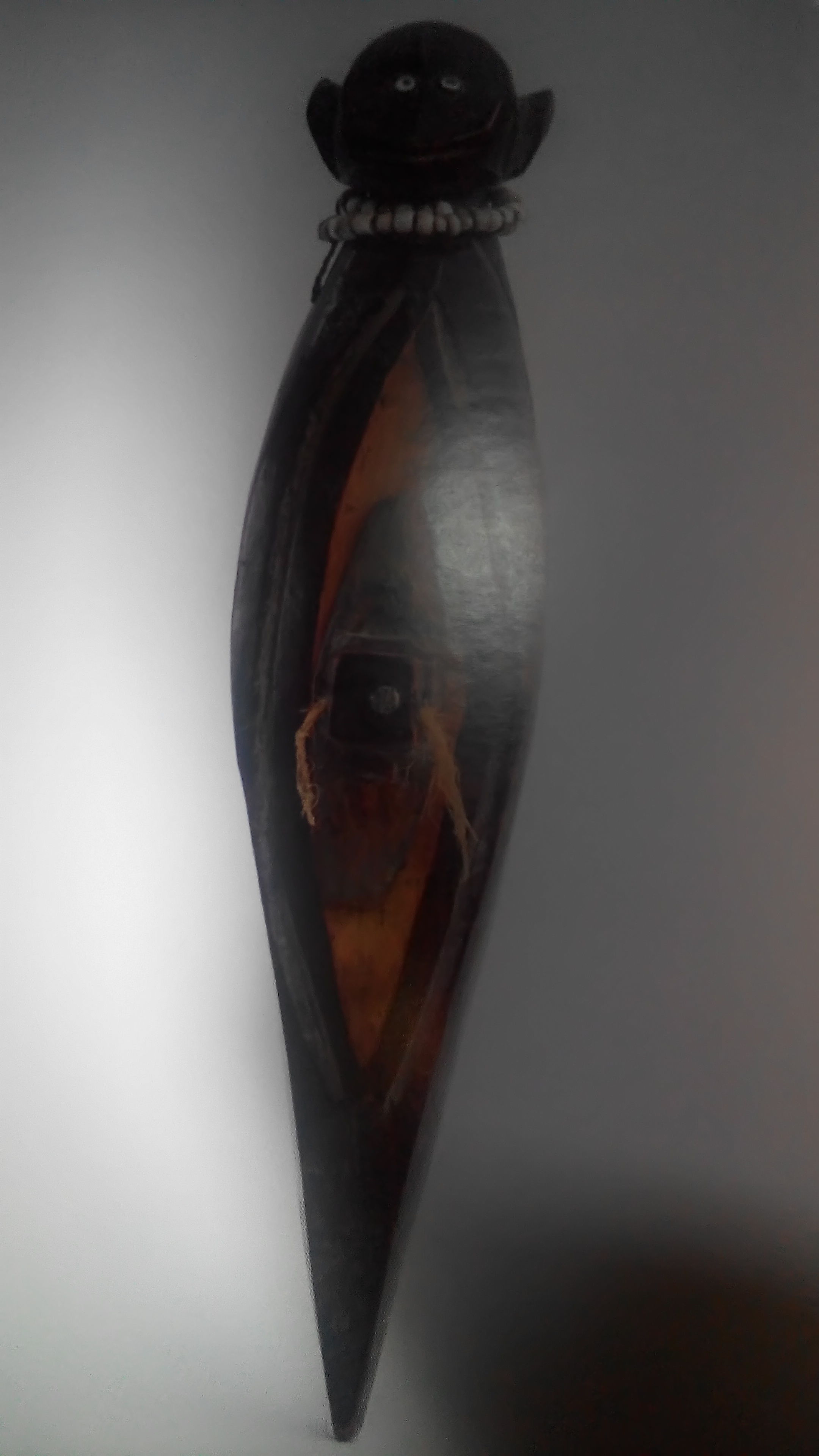
Un oracle banda

Les différents peuples de la province du Bas-Uele connaissent des rites d'initiation qui en grande partie, se sont rapprochés, à la suite des contacts occasionnés par les nombreux déplacements à travers les temps.
C'est dans les différents contextes de l'initiation que l'essentiel de l'art (masques et figurines) trouvait son utilité. Qui plus est, nombre de rituels rattachés à ces objets semblent avoir voyagé entre groupes voisins, conduisant à des similitudes de forme et de contenu. Nous sommes là en présence d'un creuset culturel dans lequel l'identification ethnique et l'attribution stylistique représentent une entreprise délicate et précaire.
Des associations initiatiques (fermées), structurées hiérarchiquement, avaient pour objectif l'organisation des rites, visant à favoriser la bonne fortune de leurs membres et à les protéger de tout danger, la consultation des oracles et le règlement des disputes.
Dans les années 1950, l'association traditionnelle MANI-YANDA, chez les Nzakara avait comme principal objet de culte une pièce en bois sculptée dans un cylindre; l'une des extrémités est évidée, c'est la bouche; le corps est allongé sur deux bâtons fourchus. qui représente le Yanda, qui est un esprit selon la culture des Nzakara.
Anne Ratel-Laurentin a appris que le Yanda était un esprit de la forêt des Banda-Langba, capable de prendre possession des êtres qui, ensuite, se livreraient à des danses et seraient en mesure de prononcer des prophéties. Ce culte avait été introduit chez les Nzakara par des captifs Banda, sans qu'ils ne l'aient jamais pleinement intégré.

## Minerais
Dans la province du Bas-Uele, on retrouve une minéralisation constituée de fer, d'or, de diamant, d'aluminium, de plomb, de cuivre et de zinc.

### Fer

#### Fer d'Isiro
D'après les études réalisées par BRGM, des gîtes importants et de bonne qualité sont connus dans ce territoire. Ils sont associés aux formations d'itabirites d'âge kibalien supérieur qui affleurent largement dans toute cette région. Ces gisements peuvent être valables pour une sidérurgie locale. Les corps minéralisés sont constitués parfois de silice, mais de façon générale par le phosphore, de teneur inférieure à 0,1 %, à l'exception du minerai du mont Abambula présentant souvent des teneurs supérieures à cette limite. On y observe des lits d'oxydes de fer rouges, alternant avec des lits de silice, quelques micas et des lits de chlorite. Les monts de fer, plus particulièrement étudiés au sud d'Isiro, contiennent un tonnage cumulé possible de l'ordre de 35 000 000 de tonnes à 60 % de fer pour une profondeur d'altération moyenne estimée à 50 m et une puissance variant de 20 à 100 m.

#### Le fer d'Ango Est (E26°22′N4°11′)
Dans cette région d'Ango, le fer est présent dans les montagnes de Lingwa et Molimba sous forme d'itabirites. La minéralisation est constituée essentiellement de lentilles de magnétite et d'hématite très pures observables même dans les parties supérieures des affleurements.et de mbomu

#### Fer de Poko Nord-Ouest (E26°48′N3°12′)
La minéralisation dans cette partie du territoire de Poko est constituée de magnétite et de lentilles d'hématite très pures. On les retrouve même dans les affleurements.

#### Fer de Poko Nord-Est (E26°45′N3°15′)
Dans cette partie de la région, on trouve la même minéralisation que dans la partie nord-ouest du territoire de Poko. Constituée de magnétite et d'hématite.

#### Fer de Longele (E26°55′N2°13′)
Longele est un gisement très riche, constitué de bancs ferrifères à forte concentration de fer de bonne qualité. Il est long de 5 km et large de 200 m. La partie riche de ce gisement est estimée à 900 Mt avec 63 % Fe ; une autre partie additionnelle de faible teneur est estimée à 900 Mt avec 45 % Fe.

#### Fer d'Uere-Sud (E27°11′N4°20′)
C'est au début du XXe siècle qu'ont été découvertes les occurrences de fer dans cette région. Quartzistes riches en fer (Itabirites, plus ou moins BIF "Banded Iron Formation"). Des lentilles de magnétites et d'hématites presque pures se situent dans les parties supérieures des affleurements.

### Or
Dans le secteur de Bondo, les occurrences d'or sont signalées en plusieurs endroits :
- près de la rivière Mazaza, affluent droit de la rivière Gale (E 24° 06′ 36″ N 3° 54′ 00″) ;
- dans la rivière Naputuli, affluent droit de la rivière Sangi (E 23° 41′ 03″ N 3° 36′ 50″) ;
- dans la rivière Mokala ;
- dans les flats de la rivière Uélé, entre les rivières Alu et Bagi.

Le secteur de Bili-Gangu présente un potentiel aurifère très important. Les localités comme Matundu, Lebo Bili-Gangu ont été les endroits les plus attractifs pour l'exploitation aurifère, et il en est de même actuellement, car elles sont très riches en or.
Dans la région d'Aketi, quelques occurrences d'or sont retrouvées dans les endroits ci-après :
- dans la rivière Bambwa après la localité Niokola, et plus précisément sous le pont situé sur la route Aketi-Bumba (E 23° 51′ 21″ N 2° 50′ 09″) ;
- dans la rivière Mangwa près de la localité Mawai située le long du chemin de fer ( E23° 55′ 19″ N 2° 48′ 07″) ;
- à la confluence Tinda et Makulukese près du chemin de fer ;
- à la confluence des rivières Longode et Buday près de la localité Ligbombo située sur la route Aketi-Bumba ;
- dans la rivière Puta près de la localité de Gindi (E 23° 11′ 49″ N 3° 17′ 31″).

### Diamant
Plusieurs indices de diamant sont signalés dans différents documents existants sur l'ancien district du Bas-Uele. On note la présence de ces indices dans tous les territoires de cette province ou presque.
Dans le territoire de Bondo, on trouve le diamant dans les endroits ci-après :
- à la source de la rivière Mazaza (E 24° 10′ 08″ N 3° 56′ 24″)
- à la source de la rivière Molengbe
- dans la rivière Bili-Gangu (E 23° 37′ 37″ N 4° 07′ 40″)

Dans la région d'Aketi :
- dans la rivière Makanza qui est un affluent de la rivière Tele
- dans la rivière Ezembe près de la localité Ngala
- entre les rivières Babwa et Makeke, affluents de la rivière Likati au nord des localités Guma et Djamba, à plus ou moins 2 km à l'est du chemin de fer
- à la confluence Tinda et Bumba.

Il existe d'autres endroits où l'on rencontre le diamant à travers cette province, en association avec l'or :
- dans le cours supérieur de la rivière Bima
- à Poko, les placers aurifères sont localisés dans les formations kibaliennes et dans les granites.

Une certaine quantité de diamant a été découverte en 1920, lors des travaux d'exploration pour l'or, mais en 1990, plusieurs centaines d'indices dans la province ont été exploités par les artisanaux. Le bassin de Yoko et ses principaux tributaires de la région ont été développés dans le Plio-Pléistocène.
Aux environs du village Sikima, il y a plusieurs indices de diamant dans les rivières Botolo, Gunyakka, Bumo, Sikima, Buye, Tea, Bebbi, Vubbi, Ekki, Kikurube, etc.
Le gisement a été exploité jadis pour l'or, et le diamant comme sous-produit, avec une production de 977 diamants équivalant à 70 carats en 1931

### Aluminium
Quelques travaux d'exploration ont été conduits dans le plateau latéritique dans le degré carré de Zobia. Néanmoins, les occurrences de Niapu ont été découvertes en 1975 durant les travaux préliminaires du BRGM.
La teneur moyenne d'Al2O3 est relativement faible mais plusieurs échantillons ont été enrichis en Al, et d'autres sont faibles en CaO et MgO et peut-être intéressants pour la production d'aluminium.

### Plomb
Des indices de cuivre-plomb-zinc ont été trouvés à Kashosho (E 23° 30′ N 4° 29′) dans le secteur de Bondo.